# Elección para gobernador de Oklahoma de 2018
La elección para gobernador de Oklahoma de 2018 tuvo lugar el 6 de noviembre. Kevin Stitt, candidato del Partido Republicano, fue elegido como el próximo gobernador de Oklahoma. La gobernadora republicana en ejercicio, Mary Fallin, tenía un mandato limitado y no podía buscar la reelección para un tercer mandato consecutivo.

## Resultados
| Elección para gobernador de Oklahoma 2018 | Elección para gobernador de Oklahoma 2018 | Elección para gobernador de Oklahoma 2018 | Elección para gobernador de Oklahoma 2018 | Elección para gobernador de Oklahoma 2018 |
| Partido                                   | Partido                                   | Candidato                                 | Votos                                     | %                                         |
| ----------------------------------------- | ----------------------------------------- | ----------------------------------------- | ----------------------------------------- | ----------------------------------------- |
|                                           | Republicano                               | Kevin Stitt                               | 644,579                                   | 54.33                                     |
|                                           | Demócrata                                 | Drew Edmondson                            | 500,973                                   | 42.23                                     |
|                                           | Libertario                                | Chris Powell                              | 40,833                                    | 3.44                                      |
|                                           |                                           |                                           |                                           |                                           |
| Total                                     | Total                                     | Total                                     | 1,186,385                                 | 100                                       |